# Lancelot Ernest Holland
Lancelot Ernest Holland (Banbury, Inglaterra 13 de septiembre de 1887- Atlántico, 24 de mayo de 1941) fue un marino con el grado de vicealmirante en la Real Marina Británica, comandante del Escuadrón de Cruceros de Batalla durante la
Segunda Guerra Mundial. Falleció a bordo del HMS Hood en la Batalla del Estrecho de Dinamarca combatiendo contra el acorazado alemán Bismarck el 24 de mayo de 1941.

## Biografía
Nació en Banbury en 1887 en el seno de una numerosa familia dedicada al negocio de la cerveza, tenía además seis hermanos. 
Lancelot Holland se unió a la Royal Navy el 1902 recibiendo instrucción a bordo del HMS Britannia especializándose en la rama de artillería. 
En 1903 fue trasladado al oriente sirviendo en el HMS Eclipse y el HMS Hampshire En 1911, realiza un crucero de instrucción a bordo del HMS Excellent, un buque escuela de artillería recibiendo el grado de teniente de Marina.

En 1926 recibió el grado de capitán de navío y durante el período de mayo de 1929 a febrero de 1931 fue capitán del buque insignia para el 2 º escuadrón de cruceros, a bordo del HMS Hawkins. Fue además nombrado como Comandante de la Orden del Redentor. Asumió en el periodo 1934- 1935 como comandante del HMS Revenge y en 1936 recibió el ascenso a Comodoro de Flota asumiendo como jefe de Intendencia en Portsmouth hasta 1937.
El 3 de julio de 1940 participó en la Operación Catapulta como comandante del portaaviones Ark Royal bajo las órdenes del almirante James Somerville, Holland fue el encargado de transmitir el ultimátum al almirante francés Marcel Gensoul acerca de las condiciones de rendición de la flota francesa. Asciende como vicealmirante en 1941 y se le asignó el comando del 1.er. Escuadrón de Cruceros de Batalla y es segundo en el escalafón naval de la Home Fleet.

### Batalla del Estrecho de Dinamarca
El 12 de mayo de 1941, en preparación para acción inminente, abordó en Scapa Flow al crucero de batalla HMS Hood y conformó una escuadra de combate junto al HMS Prince of Wales (en trabajos de terminación y con una torre artillera no habilitada) y una formación de 10 destructores en previsión de interceptar al acorazado Bismarck avistado en los fiordos noruegos.

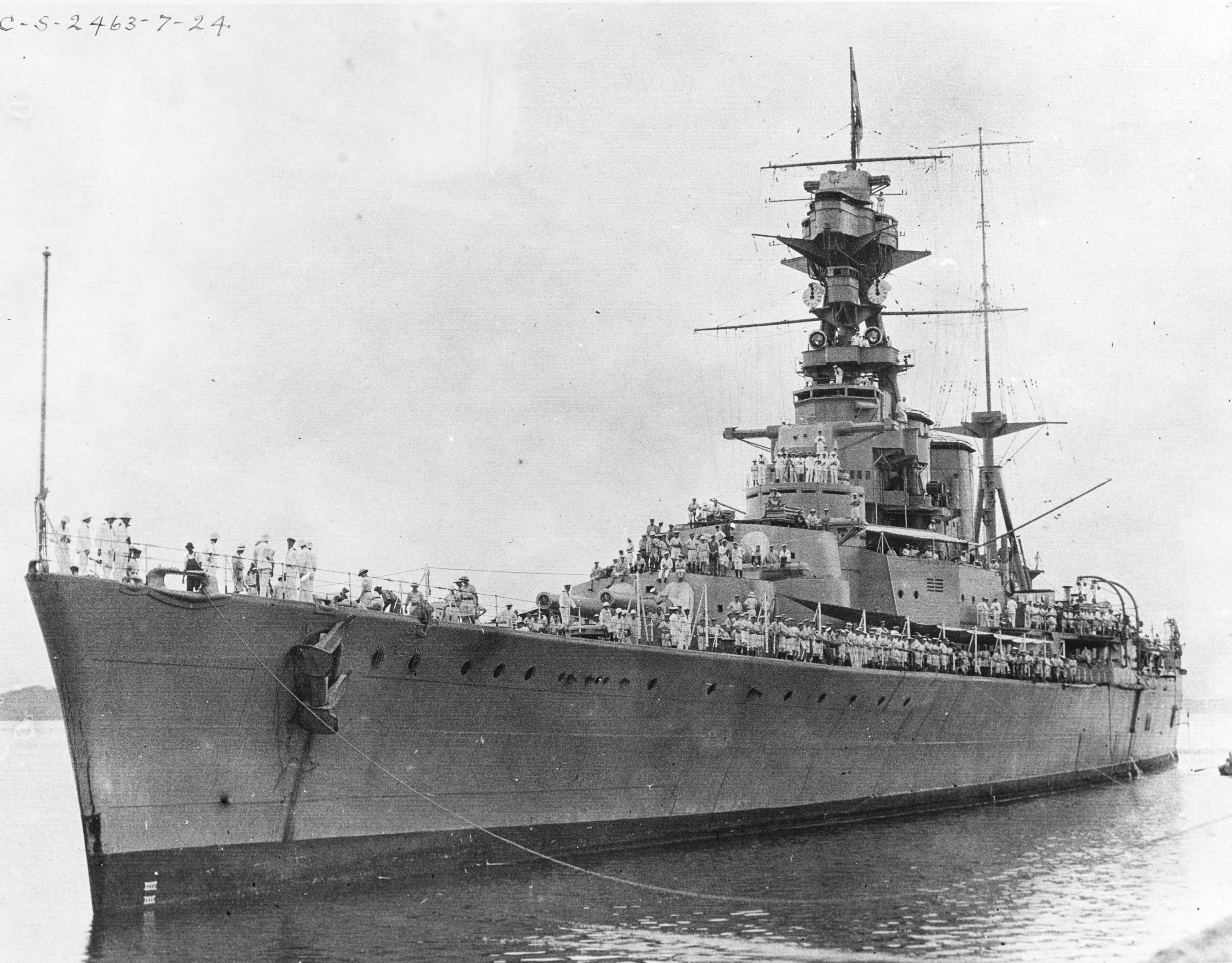
El HMS Hood, orgullo de la Royal Navy y buque insignia de Holland.

El 23 de mayo de 1941, recibió la orden de interceptar la formación alemana compuesta por el crucero pesado Prinz Eugen y el acorazado Bismarck que había sido detectada en el estrecho de Dinamarca buscando salida al Atlántico. La formación inglesa navegó en silencio radial y a toda máquina toda la noche para poder cruzar la T del enemigo en la amanecida.
Los cruceros HMS Suffolk y HMS Norfolk hicieron seguimiento del enemigo por radar e informaron de la posición de la formación alemana. Holland destacó a los destructores en una ruta un poco más al norte en previsión de que el enemigo decidiese retornar al estrecho, este fue uno de sel primero de tres errores  tácticos en esta batalla. 
Sólo el HMS Hood y el Prince of Wales siguieron hacia el oeste.
La formación alemana fue detectada por hidrófonos a eso de las 5 de la mañana y Holland decidió esperar contacto visual a la amanecida antes de interceptar la formación y favorecer a las direcciones ópticas de tiro artillero. La formación alemana fue avistada visualmente a las 5:30 de la mañana.
Una vez detectada visualmente, el vicealmirante Holland decidió acortar las distancias lo antes posible y ordenó apuntar hacia el buque de cabeza que asume que el acorazado Bismarck a 24 km de distancia siendo su segundo error táctico.
Holland ordenó abrir fuego con sus baterías proeles sobre el buque incorrectamente identificado como el Bismarck cuando aún no alcanzaba la distancia para oponer su blindaje lateral de 300 mm, este fue su último error y el más grave, ya que esto gatilló la contenida respuesta alemana de abrir fuegos a distancia y de este modo a  la trayectoria parabólica balística enemiga lo expuso en su escuálido blindaje horizontal.
Esto permitió a los alemanes, que contaban con mejores telémetros y estaciones directoras de tiro artillero, impactarlo en un par de oportunidades y centrarlo rápidamente a la 6a. andanada. Uno de esos tiros de la sexta andanada penetró profundamente cerca de la base del mástil de popa y alcanzó la cordita de las torres popeles produciendo la deflagración de la santabárbara.
El HMS Hood explotó en una dantesca explosión y se partió en dos, Holland permaneció impávido en su asiento y aferrado al puente del compás y se hundió con la parte proel del Hood en menos de tres minutos, solo se salvaron tres tripulantes (del mismo puente) de un total de 1.415 hombres de mar.